# Nowielin (przystanek kolejowy)
Nowielin – nieczynny przystanek osobowy w Nowielinie w Polsce, w województwie zachodniopomorskim, w powiecie pyrzyckim.